# Sfânta Miercuri
Sfânta Miercuri este un personaj fictiv din mitologia românească. Este înfățișată ca o bătrână slabă, care are puteri miraculoase. Îngrijește, hrănește animalele sălbatice și totodată ajută pe călătorii sau drumeții rătăciți. Ca și Sfânta Duminică posedă un tezaur de obiecte miraculoase pe care le dăruiește în împrejurări speciale: o furcă de aur care toarce singură, mere de aur, perii care aruncate îndărăt se preschimbă în păduri etc.
Din zilele săptămânii, Miercuri este considerată a fi femeie, o zi bună, solară, în care se postește pentru Maica Domnului.
Ion Ghinoiu în Panteonul Românesc - Dicționar (Editura Enciclopedică, 2001) precizează că:
„În credințele și folclorul românesc, Miercuri este înfățișată ca o sfântă bătrână (Neamț), slabă și necăjită (Iași), îmbrăcată în alb (Vaslui) sau, dimpotrivă, dezbracată și despletită (Suceava). Locuința ei s-ar afla fie în cer (Falciu), în pustiu (Tecuci), în pădure (Botoșani, Vaslui), în chilii (Tutova, Botoșani) sau în palate mari (Neamț). Poartă de grijă de animalelor sălbatice, le apară și le ajută să-și procure hrana. Când apare în visul bolnavilor le tămăduiește suferința (Vaslui).”
În Povestea porcului de Ion Creangă, Sfânta Miercuri a strigat o dată cu glas puternic, și pe loc s-au adunat toate jivinele din împărăția ei; și, întrebându-le despre Mănăstirea-de-Tămâie, au răspuns toate deodată că nici n-au auzit măcar pomenindu-se de numele ei.
În Crăiasa din povești de Mihai Eminescu, vrăjit de mult e lacul de-un cuvânt al Sfintei Miercuri. 
În „Zâna Zorilor” de Ioan Slavici, Sfânta Miercuri îi dă eroului Petru Făt-Frumos o cutie ca să vadă ce mai face tatăl său, împăratul. De asemenea împreună cu Sfânta Joi și cu Sfânta Vineri, după ce îi găsesc oasele în fundul fântânii,  îl fac la loc, de o mie de ori mai frumos, mai voinic și mai mândru ca înainte.